# Karpniki
Karpniki (en allemand : Fischbach) est une localité polonaise de la gmina de Mysłakowice, située dans le powiat de Jelenia Góra en voïvodie de Basse-Silésie.

## Géographie

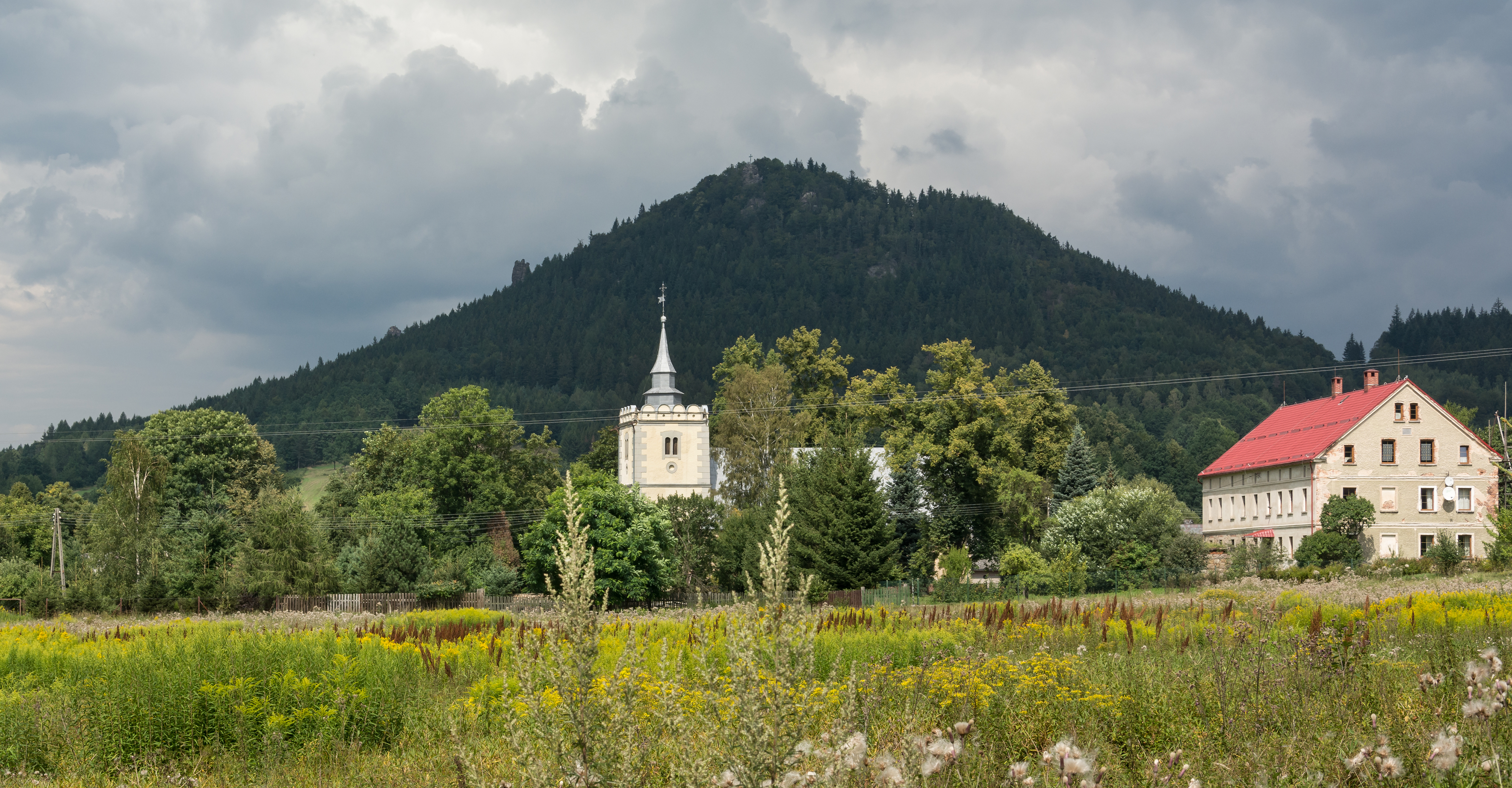
Vue du village avec l'église Sainte-Hedwige.

Le village se trouve dans la région historique de Basse-Silésie, à neuf kilomètres à l'est de Mysłakowice. Karpniki est situé au pied nord des monts des Géants (Karkonosze), dans le bassin de Jelenia Góra.

## Histoire
Le lieu de Wysbach, situé dans le duché de Jauer en Silésie, est mentionné pour la première fois en 1300, lorsque le domaine faisait partie de la seigneurie des Bolcz. L'église Saint-Hedwige fut construite au cours de la seconde moitié du XVe siècle, à peu près au même moment qu'un Wasserburg (château de plaine). En 1532, la Réforme protestante arrive au village.

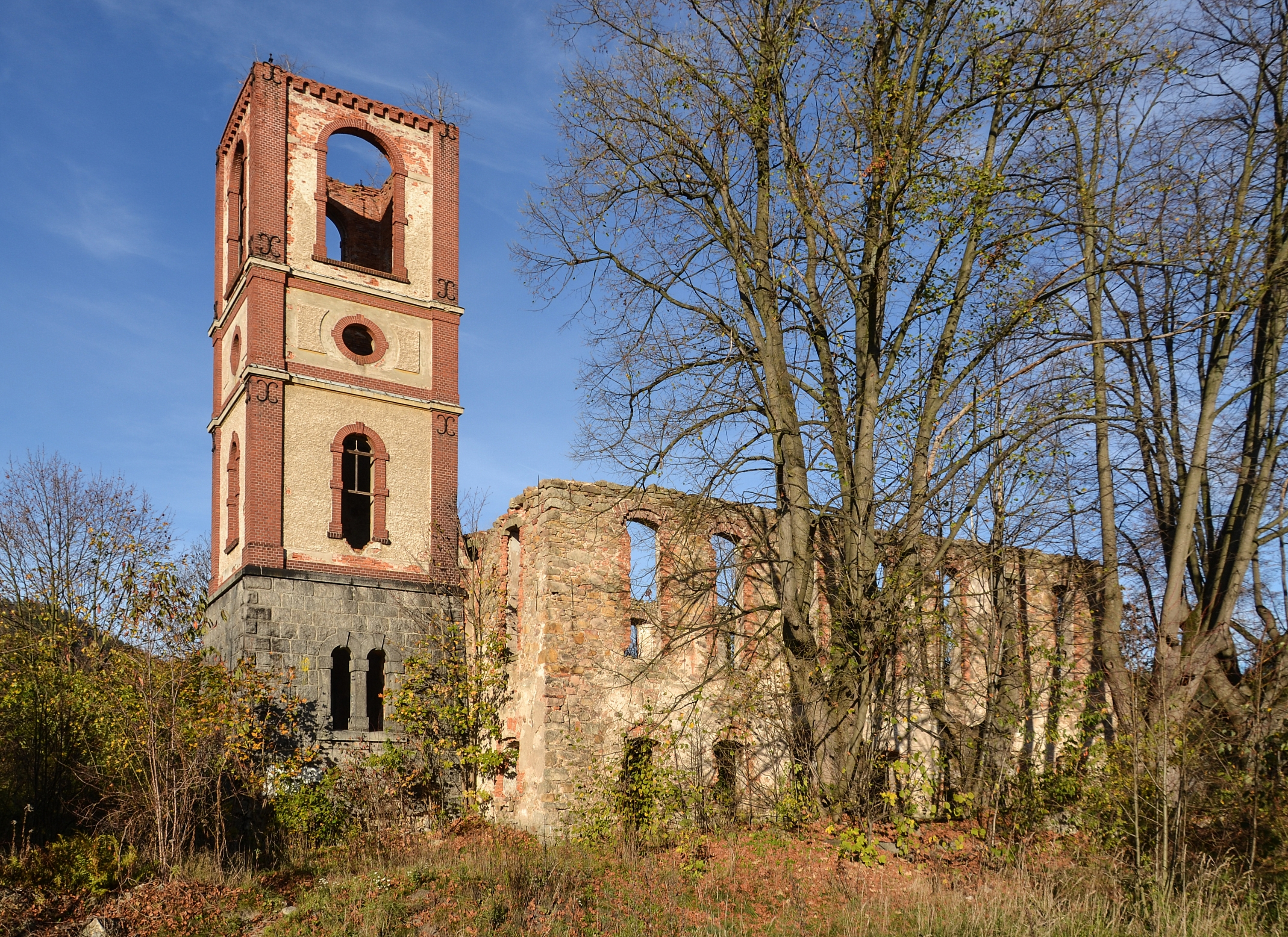
Les ruines de l'église protestante.

Dévastés par les conséquences de la guerre de Trente Ans et par une épidémie de peste en 1632, les habitants subissent ensuite les contraintes de la Contre-Réforme sous la domination de la monarchie de Habsbourg. 
De 1742 à 1945, Fischbach fait partie de l'arrondissement d'Hirschberg-des-Monts-des-Géants dans le district de Liegnitz au sein de la province de Silésie.
Ce n'est qu'en 1748, après le passage de la majeure partie de la Silésie au royaume de Prusse, qu'une église protestante est construite. Durant la période suivante, la seigneurie a passé entre les mains de plusieurs propriétaires, dont l'abbaye de Krzeszów (Grüssau) de 1777 à 1784.
En 1822, le domaine est acquis par le prince Guillaume de Prusse, frère cadet du roi Frédéric-Guillaume III et gouverneur de la province de Rhénanie. 
Guillaume de Prusse fait reconstruire le château dans le style néogothique selon les plans de l'architecte Friedrich August Stüler.  
C'est ici, loin de la cour de Berlin, que le prince et son épouse Marie-Anne-Amélie recevaient des invités de haut rang, tels que son frère le roi ou les tsars de Russie Nicolas Ier et Alexandre II.  
En 1842, la fille cadette du couple, Marie est confirmée dans l'église du village, en présence du roi Frédéric-Guillaume IV, ainsi que de la reine Élisabeth Louise et de son neveu le prince héritier Maximilien de Bavière qui épousa Marie en octobre de la même année. 
Après la mort de Guillaume en 1851, le château entre dans la famille de son beau-fils le prince Charles de Hesse-Darmstadt, époux de sa fille Élisabeth. Il reste la propriété de la maison de Hesse jusqu'à la fin de la Seconde Guerre mondiale. 
De 1943 au début de 1945, le prince Louis de Hesse-Darmstadt y abrite la Madone de Darmstadt, pour la protéger des bombardements. 
Après le pillage en 1945 par l'Armée rouge, le château est utilisé jusqu'en 1950 comme école primaire, puis en 1956 comme foyer pour handicapés. 
À partir de 1973, l'édifice est inoccupé, puis vendu par la ville de Hirschberg. 
Après de longues années de détérioration, le bâtiment est restauré à partir de 2009 pour être aménagé en un hôtel qui a ouvert en 2014. 